# Anne Bradstreet
Anne (Dudley) Bradstreet (Northampton, Engleska, 30. ožujka 1612. – North Andover, Massachusetts, 16. rujna 1672.) bila je američka književnica.
Smatra se prvom američkom pjesnikinjom. U Novu Englesku dolazi 1630. godine kao žena guvernera. Pisala pjesme, dijaloge i meditacije u puritanskom duhu. Pročula se zbirkom pjesama Deseta muza nedavno nikla u Americi (The Tenth Muse Lately Sprung Up in America) čije je prvo izdanje objavljeno u Londonu 1650. godine.
Pisala pod utjecajem engleskih renesansnih pjesnika, ali njene potonje kraće pjesme obuzete su istinskim doživljajem Nove Engleske i oslobađaju se uobičajenih pjesničkih konvencija. Djela joj nisu prevedena na hrvatski jezik.

## Vanjske poveznice
Ostali projekti
|  | Zajednički poslužitelj ima još gradiva o temi Anne Bradstreet |

Mrežna mjesta
- Anne Bradstreet, na stranicama portala Poetry Foundation (engl.)
- annebradstreet.org, stranice posvećene 400-godišnjici rođenja Anne Bradstreet (engl.)